# Andrey Zamkovoy
Andrey Zamkovoy (russo:  Андрей Викторович Замковой; IPA: [ɐnˈdrʲeɪ̯ zəmkɐˈvoɪ̯]; Svobodny, 4 de julho de 1987) é um boxeador russo, medalhista olímpico.

## Carreira
No Campeonato Mundial de Boxe Amador de 2009, o canhoto Zamkovoy venceu o bicampeão mundial Serik Sapiyev na semifinal, mas foi surpreendido na final pelo alemão Jack Culcay-Keth. Ele conquistou a medalha de bronze nos Jogos Olímpicos de Verão de 2020 em Tóquio como representante do Comitê Olímpico Russo, após confronto na semifinal contra o cubano Roniel Iglesias na categoria peso meio-médio.